# Митницкая, Оксана Сергеевна
Окса́на Серге́евна Митни́цкая (укр. Оксана Сергіївна Мітницька; 18 июля 1977, Киев, Украинская ССР, СССР) — украинский журналист, редактор-основатель всеукраинского делового журнала «Власть денег».

## Биография
Оксана Сергеевна Митницкая получила образование в киевской гимназии № 153 им. А. С. Пушкина, высшее экономическое образование получила в Киевском национальном университете имени Тараса Шевченко.
Работала журналистом деловой программы «Окна-Бизнес» телеканала СТБ, финансовым обозревателем делового еженедельника «Деловая столица». Основные направления журналистской деятельности — финансовый и банковский секторы экономики, расследования в сфере монетарной и денежно-кредитной политики.
С 2004 года — главный редактор всеукраинского журнала «Власть денег». Основные направления журнала — экономическая и социально-политическая аналитика. Главная аудитория журнала — средний класс. По словам Митницкой: «Мы хотели стать интересным и полезным собеседником не только для владельцев газет-пароходов, но и для зарождающегося на Украине среднего класса. Нам интересен человек, сумевший сотворить самое себя, отыскавший идею и осмелившийся воплотить её в жизнь». Издание входит в пятерку самых влиятельных деловых еженедельников Украины (по данным TNS Ukraine).
В разное время, на страницах журнала появлялись такие видные деятели экономической, общественной и культурной жизни, как Лешек Бальцерович, Александр Ярославский, Виталий Кличко, Георгий Делиев, Иван Максимов. Свои материалы и очерки для издания готовят писатель Стас Цалик и литератор Михаил Кальницкий.

## Награды и достижения
- Под руководством Митницкой журнал «Власть денег» становится лауреатом Всеукраинского конкурса прессы, Киевского международного фестиваля рекламы «Открытие года» среди печатных СМИ, Национального конкурса «Обложка года в Украине 2005» и российского конкурса «Обложка года» в номинации «украинские издания».
- 2009 год — лауреат премии «Женщина III тысячелетия»